# سرو (إيران)
سرو (بالفارسية: سرو) هي مدينة في محافظة أذربيجان الغربية في إيران. يقدر عدد سكانها بـ 1,508 نسمة .